# Rhinella merianae
Rhinella merianae es una especie de anfibio anuro de la familia Bufonidae.

## Distribución geográfica
Esta especie se encuentra en:
- el suroeste de Venezuela;
- Guyana
- Surinam
- Brasil en Amazonas y Roraima.[2]

## Descripción
Los machos miden de 32 a 59 mm y las hembras de 36 a 72 mm.

## Etimología
Esta especie lleva el nombre en honor a Maria Sibylla Merian.

## Publicación original
- Gallardo, 1965: The species Bufo granulosus Spix (Salientia: Bufonidae) and its geographic variation. Bulletin of the Museum of Comparative Zoology, vol. 134, p. 107-138[3]